# Gran Premio di Svezia 1978
Il Gran Premio di Svezia 1978 è stata l'ottava prova della stagione 1978 del Campionato mondiale di Formula 1, corsa sabato 17 giugno sul Circuito di Anderstorp. La gara è stata vinta dall'austriaco Niki Lauda su Brabham-Alfa Romeo; per il vincitore si trattò del sedicesimo successo nel mondiale. Ha preceduto sul traguardo l'italiano Riccardo Patrese su Arrows-Ford e lo svedese Ronnie Peterson su Lotus-Ford. È, a tutt'oggi, l'ultimo gran premio di Formula 1 disputato in Svezia e nella Penisola Scandinava.

## Vigilia

### Aspetti tecnici

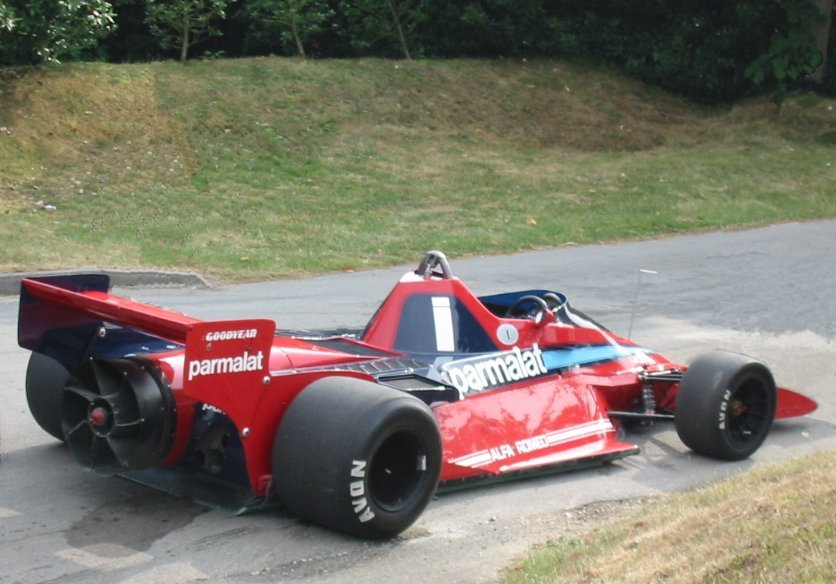
Una Brabham BT46 con il ventilatore sul retro.

Venne nuovamente modificata la curva Norra, dove era stata inserita una chicane nel 1974, che venne riprofilata per motivi di sicurezza: la veloce curva venne rallentata e trasformata in una secca curva a 90 gradi, con conseguente ampliamento della via di fuga e modifica della lunghezza del tracciato, portato a 4.031 m. Venne inoltre migliorata la sicurezza generale del circuito con l'apposizione di nuove barriere. In tal modo il tracciato ottenne l'omologazione per ospitare la Formula 1 fino al 1981.
La Brabham presentò la BT46B su cui era stato applicata, al retrotreno,  una gigantesca ventola. Ufficialmente essa servirebbe solo a raffreddare il motore Alfa Romeo, in realtà agiva estraendo l'aria dal fondo della vettura per creare quella depressione necessaria a "schiacciare" la vettura verso il suolo, riprendendo l'idea lanciata dalla statunitense Chaparral, qualche stagione prima. La soluzione venne contestata dalle altre scuderie, in quanto tale dispositivo sarebbe un elemento aerodinamico mobile, vietato dal regolamento.

### Aspetti sportivi
La Theodore Racing abbandonò, almeno temporaneamente, il mondiale, vista la scarsa competitività della propria monoposto. Si prospettò l'ipotesi che la scuderia di Hong Kong potesse proseguire il suo impegno acquistando un'Arrows, oppure ripiegando sull'utilizzo di una McLaren M23. Il suo pilota, Keke Rosberg, trovò comunque un volante all'ATS, ove sostituì Alberto Colombo.
In questo gran premio fece il suo debutto come ufficiale medico di gara il dottor Sid Watkins.

## Qualifiche

### Resoconto
Nella prima giornata di prove si confermò il dominio della Lotus 79 che portò primo Mario Andretti in 1'22"058, davanti a Jody Scheckter e Ronnie Peterson. Quarto chiuse, a sorpresa, Jean-Pierre Jabouille su Renault. Nella sessione del mattino si era portato inizialmente in testa Niki Lauda, ma il tempo migliore era stato fatto da Carlos Reutemann con 1'24"80. Al pomeriggio il cielo si annuvolò, e la temperatura si abbassò di qualche grado. Andretti colse il tempo migliore, mentre Scheckter scavalcò in graduatoria Peterson solo all'ultimo tentativo.
Al venerdì nessuno batté il tempo di Andretti del giovedì, ma vi fu il recupero delle Brabham con in prima fila John Watson, e in seconda Niki Lauda, davanti a Ronnie Peterson. Lo svedese venne penalizzato dalla rottura del radiatore, dovuta a un detrito lanciato da un'altra vettura. La liceità del dispositivo montato dalla Brabham fu oggetto di varie lamentele, soprattutto da parte della Lotus. Andretti segnalò come la ventola tendesse ad alzare da terra pietrisco e detriti, diventando pericolosa per l'incolumità degli altri piloti.
Secondo il team director Brabham Gordon Murray il team Brabham decise di "nascondersi" durante le qualifiche partecipando con il pieno di benzina e gomme dure, questo per non rivelare l'efficacia della ventola della BT46B.

### Risultati
Nella sessione di qualifica si è avuta questa situazione:
| Pos                     | Nº | Pilota                | Costruttore        | Tempo    | Griglia |
| ----------------------- | -- | --------------------- | ------------------ | -------- | ------- |
| 1                       | 5  | Mario Andretti        | Lotus-Ford         | 1'22"058 | 1       |
| 2                       | 2  | John Watson           | Brabham-Alfa Romeo | 1'22"737 | 2       |
| 3                       | 1  | Niki Lauda            | Brabham-Alfa Romeo | 1'22"783 | 3       |
| 4                       | 6  | Ronnie Peterson       | Lotus-Ford         | 1'23"120 | 4       |
| 5                       | 35 | Riccardo Patrese      | Arrows-Ford        | 1'23"369 | 5       |
| 6                       | 20 | Jody Scheckter        | Wolf-Ford          | 1'23"621 | 6       |
| 7                       | 12 | Gilles Villeneuve     | Ferrari            | 1'23"730 | 7       |
| 8                       | 11 | Carlos Reutemann      | Ferrari            | 1'23"737 | 8       |
| 9                       | 27 | Alan Jones            | Williams-Ford      | 1'23"951 | 9       |
| 10                      | 15 | Jean-Pierre Jabouille | Renault            | 1'23"963 | 10      |
| 11                      | 26 | Jacques Laffite       | Ligier-Matra       | 1'24"030 | 11      |
| 12                      | 4  | Patrick Depailler     | Tyrrell-Ford       | 1'24"203 | 12      |
| 13                      | 14 | Emerson Fittipaldi    | Fittipaldi-Ford    | 1'24"274 | 13      |
| 14                      | 7  | James Hunt            | McLaren-Ford       | 1'24"761 | 14      |
| 15                      | 8  | Patrick Tambay        | McLaren-Ford       | 1'24"986 | 15      |
| 16                      | 17 | Clay Regazzoni        | Shadow-Ford        | 1'25"007 | 16      |
| 17                      | 3  | Didier Pironi         | Tyrrell-Ford       | 1'25"813 | 17      |
| 18                      | 19 | Vittorio Brambilla    | Surtees-Ford       | 1'26"618 | 18      |
| 19                      | 9  | Jochen Mass           | ATS-Ford           | 1'26"787 | 19      |
| 20                      | 16 | Hans-Joachim Stuck    | Shadow-Ford        | 1'27"011 | 20      |
| 21                      | 25 | Héctor Rebaque        | Lotus-Ford         | 1'27"139 | 21      |
| 22                      | 37 | Arturo Merzario       | Merzario-Ford      | 1'27"479 | 22      |
| 23                      | 10 | Keke Rosberg          | ATS-Ford           | 1'27"560 | 23      |
| 24                      | 36 | Rolf Stommelen        | Arrows-Ford        | 1'27"812 | 24      |
| Vetture non qualificate |    |                       |                    |          |         |
| NQ                      | 18 | Rupert Keegan         | Surtees-Ford       | 1'28"282 | NQ      |
| NQ                      | 30 | Brett Lunger          | McLaren-Ford       | 1'28"388 | NQ      |
| NQ                      | 22 | Jacky Ickx            | Ensign-Ford        | 1'28"400 | NQ      |

## Gara

### Resoconto
Mario Andretti mantenne la prima posizione, mentre Niki Lauda superò il compagno di scuderia Watson; al giro due Watson venne passato anche da Riccardo Patrese e, al giro seguente, dall'altra Lotus di Ronnie Peterson. Più dietro la classifica vedeva Jody Scheckter, Carlos Reutemann, Alan Jones e Gilles Villeneuve.
Al decimo giro Peterson passò anche Riccardo Patrese, ma poco dopo fu costretto a fermarsi per una foratura; rientrò sedicesimo. Dieci giri dopo anche John Watson andò lungo nel tentativo di passare Patrese sul rettilineo principale del tracciato. Poco dopo il nordirlandese si ritirò per un guaio all'acceleratore. Dietro ad Andretti, Lauda e Patrese scalò così Reutemann. Le Ferrari scontavano però dei problemi agli pneumatici e dovettero rallentare. Al giro 24 Reutemann venne passato da Jones. Dalle retrovie si fece avanti Ronnie Peterson che passò le tre vetture a gomme Michelin e, al giro 35 si trovò quarto, dietro a Jones. Nei giri seguenti le vetture a coperture Michelin furono costrette a una sosta ai box per cambiare le gomme, cosa che fece perdere la possibilità di giungere in zona punti.
Alla tornata 39 Mario Andretti scivolò sull'olio perso in curva da Didier Pironi, consentendo così a Niki Lauda il sorpasso. Nella sua autobiografia Lauda scrisse che, mentre le altre vetture dovevano rallentare quando viaggiavano sopra la chiazza d'olio, la sua Brabham poteva semplicemente accelerare così che venisse messa in funzione la ventola attivata dal cambio, ciò a significare che il grip della vettura aumentava con la velocità. Al 45º giro Peterson scavalcò anche Jones.
Al giro 47 terminò la gara per Mario Andretti a causa della rottura del motore. Nello stesso giro abbandonò, per lo stesso problema anche Alan Jones. Entrarono così in zona punti Jacques Laffite (quarto), Patrick Tambay (quinto) e Clay Regazzoni (sesto). Negli ultimi giri Laffite perse però tre posizioni.
Vinse Lauda, secondo Riccardo Patrese (primo podio per lui e per l'Arrows) che si difese, negli ultimi giri, da Peterson. Lo svedese si lamentò, a fine gara, per la tenuta di gara del padovano.
La corsa svedese del 1978 fu la sola nella quale la Merzario tagliò il traguardo (oltre al Gran Premio non titolato di Imola 1979), ma risultò NC (non classificata) in quanto a causa di una sosta ai box concluse ad otto giri di distacco; per solo un giro (cioè, 63 contro i 62 disputati effettivamente, sui 70 previsti) non ottenne l'inserimento in classifica, non avendo percorso il 90% della distanza stabilita.
Il gran premio rappresentò la prima vittoria per Niki Lauda da quando era andato via dalla Ferrari, la prima vittoria della Brabham dopo tre anni (Carlos Reutemann nel Gran Premio di Germania 1975) e la prima vittoria per una vettura motorizzata Alfa Romeo dal 1951 (Juan Manuel Fangio nel Gran Premio di Spagna 1951). L'ultima vittoria di un motore italiano, non Ferrari, era datata 1967, con Pedro Rodríguez su Cooper-Maserati nel Gran Premio del Sudafrica.
In realtà il risultato fu sub judice per alcuni giorni, visti i tanti reclami fatti dalle scuderie avversarie.

### Risultati
I risultati del gran premio furono i seguenti:
| Pos | No | Pilota                | Costruttore        | Giri | Tempo/Ritiro     | Griglia | Punti |
| --- | -- | --------------------- | ------------------ | ---- | ---------------- | ------- | ----- |
| 1   | 1  | Niki Lauda            | Brabham-Alfa Romeo | 70   | 1h41'00"606      | 3       | 9     |
| 2   | 35 | Riccardo Patrese      | Arrows-Ford        | 70   | +34"019          | 5       | 6     |
| 3   | 6  | Ronnie Peterson       | Lotus-Ford         | 70   | +34"105          | 4       | 4     |
| 4   | 8  | Patrick Tambay        | McLaren-Ford       | 69   | +1 giro          | 15      | 3     |
| 5   | 17 | Clay Regazzoni        | Shadow-Ford        | 69   | +1 giro          | 16      | 2     |
| 6   | 14 | Emerson Fittipaldi    | Fittipaldi-Ford    | 69   | +1 giro          | 13      | 1     |
| 7   | 26 | Jacques Laffite       | Ligier-Matra       | 69   | +1 giro          | 11      |       |
| 8   | 7  | James Hunt            | McLaren-Ford       | 69   | +1 giro          | 14      |       |
| 9   | 12 | Gilles Villeneuve     | Ferrari            | 69   | +1 giro          | 7       |       |
| 10  | 11 | Carlos Reutemann      | Ferrari            | 69   | +1 giro          | 8       |       |
| 11  | 16 | Hans-Joachim Stuck    | Shadow-Ford        | 68   | +2 giri          | 20      |       |
| 12  | 25 | Héctor Rebaque        | Lotus-Ford         | 68   | +2 giri          | 21      |       |
| 13  | 9  | Jochen Mass           | ATS-Ford           | 68   | +2 giri          | 19      |       |
| 14  | 36 | Rolf Stommelen        | Arrows-Ford        | 67   | +3 giri          | 24      |       |
| 15  | 10 | Keke Rosberg          | ATS-Ford           | 63   | +7 giri          | 23      |       |
| NC  | 37 | Arturo Merzario       | Merzario-Ford      | 62   | +8 giri          | 22      |       |
| Rit | 5  | Mario Andretti        | Lotus-Ford         | 46   | Motore           | 1       |       |
| Rit | 27 | Alan Jones            | Williams-Ford      | 46   | Ruota            | 9       |       |
| Rit | 4  | Patrick Depailler     | Tyrrell-Ford       | 42   | Sospensione      | 12      |       |
| Rit | 15 | Jean-Pierre Jabouille | Renault            | 28   | Motore           | 10      |       |
| Rit | 2  | John Watson           | Brabham-Alfa Romeo | 19   | Testacoda        | 2       |       |
| Rit | 20 | Jody Scheckter        | Wolf-Ford          | 16   | Surriscaldamento | 6       |       |
| Rit | 3  | Didier Pironi         | Tyrrell-Ford       | 8    | Incidente        | 17      |       |
| Rit | 19 | Vittorio Brambilla    | Surtees-Ford       | 7    | Incidente        | 18      |       |
| NQ  | 18 | Rupert Keegan         | Surtees-Ford       |      |                  |         |       |
| NQ  | 30 | Brett Lunger          | McLaren-Ford       |      |                  |         |       |
| NQ  | 22 | Jacky Ickx            | Ensign-Ford        |      |                  |         |       |

## Classifiche

### Piloti
| Pos. | Pilota             | Punti |
| ---- | ------------------ | ----- |
| 1    | Mario Andretti     | 36    |
| 2    | Ronnie Peterson    | 30    |
| 3    | Niki Lauda         | 25    |
| 4    | Patrick Depailler  | 23    |
| 5    | Carlos Reutemann   | 22    |
| 6    | Jacques Laffite    | 10    |
| 7    | John Watson        | 9     |
| 8    | Riccardo Patrese   | 8     |
| 9    | Emerson Fittipaldi | 7     |
| 10   | Jody Scheckter     | 7     |
| 11   | Didier Pironi      | 5     |
| 12   | Patrick Tambay     | 4     |
| =    | James Hunt         | 4     |
| 14   | Clay Regazzoni     | 4     |
| 15   | Alan Jones         | 3     |
| =    | Gilles Villeneuve  | 3     |

### Costruttori
| Pos. | Team               | Punti |
| ---- | ------------------ | ----- |
| 1    | Lotus-Ford         | 49    |
| 2    | Brabham-Alfa Romeo | 31    |
| 3    | Tyrrell-Ford       | 25    |
| 4    | Ferrari            | 22    |
| 5    | Ligier-Matra       | 10    |
| 6    | Arrows-Ford        | 8     |
| 7    | Fittipaldi-Ford    | 7     |
| 8    | Wolf-Ford          | 7     |
| 9    | McLaren-Ford       | 7     |
| 10   | Shadow-Ford        | 4     |
| 11   | Williams-Ford      | 3     |

## Decisioni della CSI
Il 23 giugno la CSI decise di omologare il risultato del gran premio. Ciò per rispettare le decisioni dei commissari tecnici presenti alla gara e perché i ricorsi erano stati presentati oltre i tempi previsti dal regolamento.